# Pompeo Borra

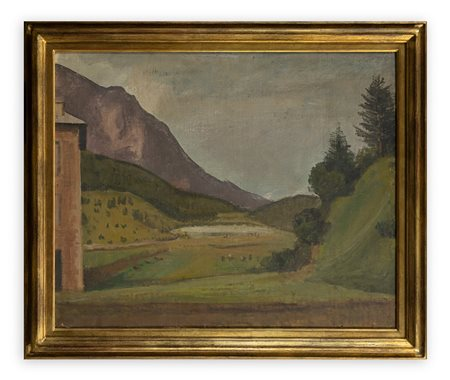
Paesaggio, 1934 (Casa Museo Francesco Cristina)

Pompeo Borra (Milano, 28 gennaio 1898 – Milano, 15 novembre 1973) è stato un pittore italiano.

## Biografia
Pompeo Borra nasce a Milano nel 1898. All'età di nove anni rimane orfano del padre, Cesare. Inizia degli studi tecnici, ma poi decide di intraprendere la carriera artistica iscrivendosi all'Accademia di Belle Arti di Brera. 

Nel 1916 prende parte, come volontario, alla Prima Guerra Mondiale. Alla fine del conflitto si dedica alla pittura in un piccolo studio in via dell'Annunciata, in riva al Naviglio milanese che a quel tempo era ancora scoperto, dove rimarrà fino al 1938.

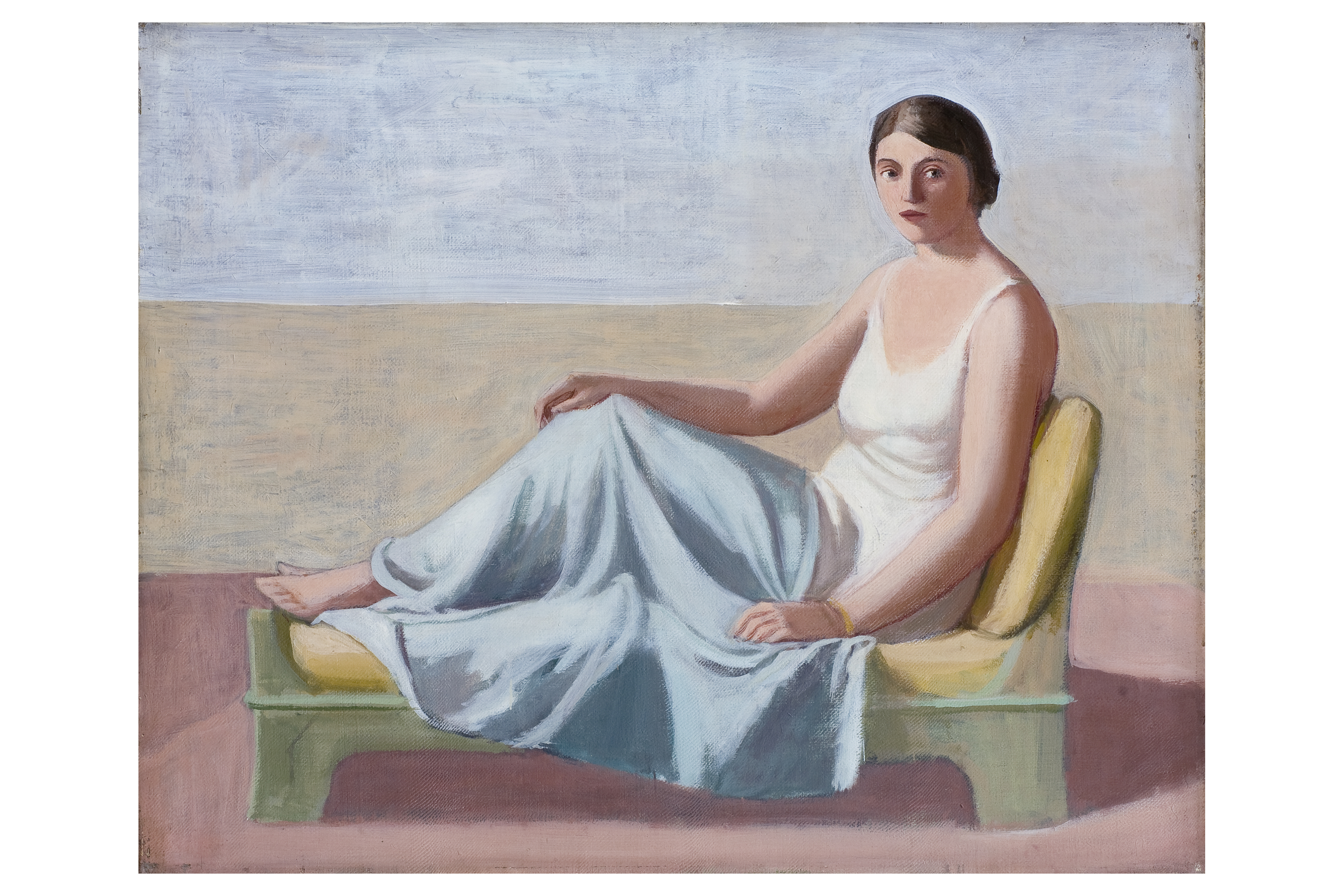
Figura, 1930
Modena, Museo Civico

Frequenta il sodalizio della Famiglia artistica Milanese presso la quale tiene la sua prima mostra nel 1920.

Nel 1924 partecipa alla XIV Esposizione Internazionale d'Arte della città di Venezia (parteciperà poi, come invitato, alla Biennale di Venezia nel '30, '32, '34, '36,  '50, '52 e '56).
Negli stessi anni conosce il gruppo degli artisti fondatori del movimento di Novecento iniziando a prendere parte alle mostre.

I suoi dipinti suscitano l'interesse di Franz Roh, il famoso teorico del Realismo magico e della Nuova oggettività tedesca, che lo invita alla mostra di arte italiana al Kunstverein di Lipsia nel 1928.
La sua pittura di severo purismo, collocata tra il Realismo magico e la Pittura metafisica, propone immagini squadrate e volumi compatti che rievocano la pittura quattrocentista,  situazioni bloccate e silenziose abitate da oggetti quotidiani e personaggi trasognati e immobili, per lo più femminili.

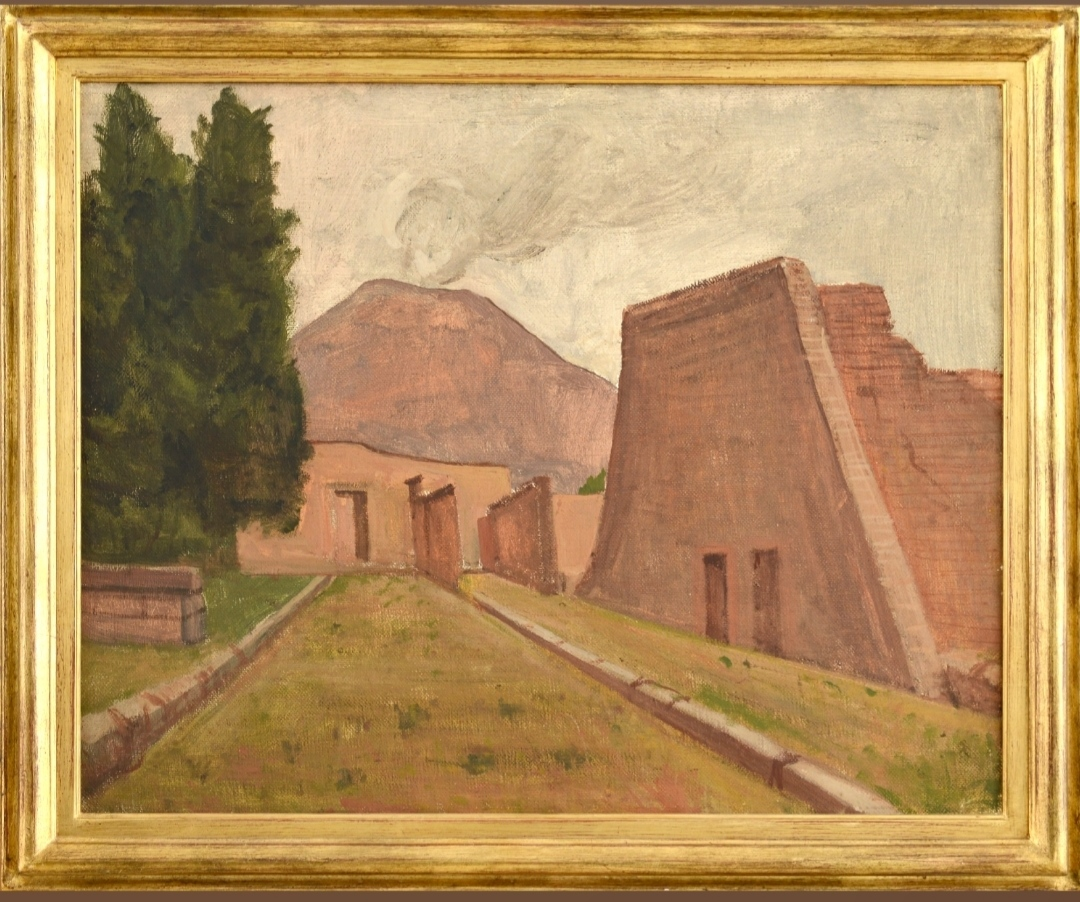
Paesaggio campano, 1934/36 (Casa Museo Francesco Cristina)

In questo decennio collabora con la Galleria del Milione, recandosi spesso a Parigi dove stringe amicizia con Léonce Rosenberg direttore della galleria L'effort moderne. Evolve le sue scelte cromatiche verso tonalità trasparenti e più luminose, fino ad attraversare anche una stagione astratta.
Negli anni 1949-1950, partecipa alla costituzione dell'importante collezione Verzocchi, sul tema del lavoro, inviando, con un autoritratto, Compagni di lavoro; la Collezione oggi è conservata nella Pinacoteca Civica di Forlì.

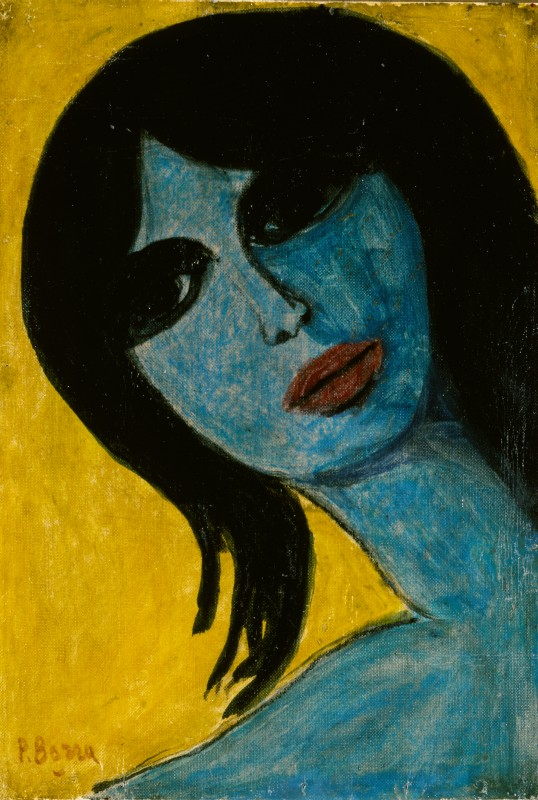
Volto, 1972
Collezioni d'arte della Fondazione Cariplo

Nella pittura degli anni cinquanta/sessanta Pompeo Borra abbandona i volumi solidi e monumentali dei lavori precedenti, realizzando opere in cui anticipa tematiche che sono tornate attuali dopo la sua scomparsa ed hanno avuto maggiore riscontro critico negli anni ottanta con il termine "postmoderno". La bidimensionalità, l'accesa cromia e l'estrema sintesi delle figure, sempre immerse in un'atmosfera di sospensione metafisica, saranno gli stilemi connotativi delle sue opere tarde.
Nel secondo dopoguerra si dedica anche all'insegnamento come docente di pittura all'Accademia di Brera, della quale è direttore dal 1970 al 1972.
Si spegne a Milano nel 1973, e viene sepolto nella tomba familiare permanente al Cimitero Maggiore.
Sue opere sono conservate in importanti musei, istituzioni e collezioni private, tra cui: 
- Centre Pompidou, Parigi
- GAM, Milano
- Museo Civico d'Arte, Modena
- MART, Rovereto
- Accademia di Belle Arti di Brera, Milano
- Civiche raccolte d'arte, Museo del Novecento, Milano
- Museo d'Arte Moderna "Mario Rimoldi" , Cortina d'Ampezzo.

## Opere
Fra le sue opere:
- Ritratto di donna, 1930, Museo civico di Modena
- Figura femminile su dormeuse, 1930, Museo civico di Modena
- Cesarina, 1931, Centre Pompidou, Parigi
- Grande riposo, 1933, vincitore nel 1934 del premio Principe Umberto.
- Ratto delle sabine, 1943, Museo civico di Modena
- Cavalieri, 1948, Museo civico di Modena
- Musicante, 1949, Museo civico di Modena
- Equivalenze, 1971, Museo civico di Modena

## Mostre
- 1926 Novecento, La Permanente, Milano
- 1949 Twentieth-Century Italian Art, BY JAM ES THRALL SODY AND ALFRED H. DAUR, JR, MoMa, New York[1]
- 1985 Le ragioni della perfetta armonia, Palazzo Forti, Verona
- 1990 Il vizio della passione, Galleria Gian Ferrari, Milano
- 2006 Accademia delle Belle Arti di Brera, Milano
- 2009 Un realismo magico, Museo della Permanente, Milano